# Vester Skerninge
Vester Skerninge est une ville sur l'île de Funen, dans le centre-sud du Danemark faisant partie de la municipalité de Svendborg.
En 2024 elle compte 1 100 habitants.
La ville était le siège de la municipalité d'Egebjerg avant la réforme municipale de 2007, lorsqu'elle a fusionné avec celle de Svendborg .

## Personnalité
- Friedrich Christian von Haven (1728-1763), philologue, y est né.